# Curlin (Pferd)
Curlin (* 25. März 2004 in Kentucky) ist ein amerikanisches Vollblutpferd. Mit einer Summe von über 10 Millionen US$ ist es das nordamerikanische Rennpferd, welches die bisher höchste Gewinnsumme erzielte. Zu seinen größten Siegen zählt das Preakness Stakes 2007, der Breeders’ Cup Classic 2007 und der Dubai World Cup 2008.
Curlins Vater ist Smart Strike, ein Halbbruder von Dance Smartly, dem kanadischen Triple-Crown-Gewinner von 1991. Curlins Mutter ist Sherriff’s Deputy, einer Tochter von Deputy Minister.
Das Fohlen wurde nach Charles Curlin benannt, einem schwarzen Sklaven aus West-Kentucky, der im amerikanischen Bürgerkrieg kämpfte. Eine der ursprünglichen Besitzerinnen des Fohlens, Shirley Cunningham, ist Charles Curlins Ururenkelin.
Timeform Publications, die zu Betfair gehören, bezeichneten Curlin im August 2008 als das weltbeste Pferd auf der Sandbahn.

## Erfolge als Dreijähriger
Als Zweijähriger startete Curlin nicht. Als Dreijähriger wurde der Fuchs von Helen Pitts trainiert und gewann im Februar 2007 ein sieben Furlong langes Rennen für Dreijährige mit 12 ¾ Pferdelängen Vorsprung in Gulfstream Park in Florida.
Curlin war 1:1 Favorit in den Belmont Stakes 2007. Er lieferte sich mit der Stute Rags to Riches ein langes Kopf-an-Kopf-Rennen und verlor um eine Kopflänge. Rags to Riches war seit hundert Jahren die erste Stute, die das Belmont Stakes gewann.
Am 27. Oktober 2007 startete Curlin im Breeders’ Cup Classic auf dem Monmouth Park Racetrack in Oceanport, New Jersey. Das Geläuf war nach mehreren Regentagen tief. In einem Feld von neun Pferden gewann Curlin vor seinem Konkurrenten Hard Spun mit 4¾ Längen. Curlin lief die 1 1/4 Meilen in 2:00.59, was auf tiefem Geläuf eine schnelle Zeit darstellt. Der Bahnrekord liegt bei 2:00.40 und stammt von Carry Back aus dem Jahr 1962.
2007 wurde Curlin als American Horse of the Year ausgezeichnet.

## Erfolge als Vierjähriger
2008 startete Curlin in Dubai auf dem Meydan Racecourse in dem Gruppe-I-Rennen Dubai World Cup, dem höchstdotierten Pferderennen der Welt. Aus Startbox 12 musste er sich von weit außen nach innen vorarbeiten, bevor er auf der Geraden das Feld hinter sich lassen konnte. Er gewann mit 7 3/4 Längen. Curlin ist das einzige Pferd in der Geschichte des Dubai World Cup, dem es gelang, aus Startbox 12 das Rennen für sich zu entscheiden.

## Rennen
| Finish | Rennen                  | Distanz   | Jockey          | Zeit    | Gruppe | Rennbahn                                    | Anmerkung                                                  |
| 4.     | Breeders’ Cup Classic   | 1 1/4 mi  | Robby Albarado  | 1:59.27 | I      | Santa Anita (Arcadia, Kalifornien)          |                                                            |
| 1.     | Jockey Club Gold Cup    | 1 1/4 mi  | Robby Albarado  | 2:01.93 | I      | Belmont Park (Hempstead, New York)          | Mit diesem Sieg übertraf Curlin die Gewinnsumme von Cigar. |
| 1.     | Woodward Stakes         | 1 1/8 mi  | Robby Albarado  | 1:49.34 | I      | Saratoga (Saratoga Springs, New York)       |                                                            |
| 2.     | Man O' War Stakes       | 1 3/8 mi  | Robby Albarado  | 2:13.89 | I      | Belmont Park                                |                                                            |
| 1.     | Stephen Foster Handicap | 1 1/8 mi  | Robby Albarado  | 1:49.68 | I      | Churchill Downs (Louisville, Kentucky)      |                                                            |
| 1.     | Dubai World Cup         | 1 1/4 mi  | Robby Albarado  | 2:00.15 | I      | Nad Al Sheba (Dubai)                        | 2008                                                       |
| 1.     | Jaguar Trophy Handicap  | 1 1/4 mi  | Robby Albarado  | 2:00.60 | II     | Nad Al Sheba                                |                                                            |
| 1.     | Breeders’ Cup Classic   | 1 1/4 mi  | Robby Albarado  | 2:00.59 | I      | Monmouth Park (Oceanport, New Jersey)       |                                                            |
| 1.     | Jockey Club Gold Cup    | 1 1/4 mi  | Robby Albarado  | 2:01.20 | I      | Belmont Park                                |                                                            |
| 3.     | Haskell Invitational    | 1 1/8 mi  | Robby Albarado  | 1:48.35 | I      | Monmouth Park                               |                                                            |
| 2.     | Belmont Stakes          | 1 1/2 mi  | Robby Albarado  | 2:28.74 | I      | Belmont Park                                |                                                            |
| 1.     | Preakness Stakes        | 1 3/16 mi | Robby Albarado  | 1:53.46 | I      | Pimlico Race Course (Baltimore, Maryland)   |                                                            |
| 3.     | Kentucky Derby          | 1 1/4 mi  | Robby Albarado  | 2:02.17 | I      | Churchill Downs                             |                                                            |
| 1.     | Arkansas Derby          | 1 1/8 mi  | Robby Albarado  | 1:50.09 | II     | Oaklawn Park (Hot Springs, Arkansas)        |                                                            |
| 1.     | Rebel Stakes            | 1 1/16 mi | Robby Albarado  | 1:44.70 | II     | Oaklawn Park                                |                                                            |
| 1.     | Maiden                  | 7 Furlong | Rafael Bejarano | 1:20.22 | None   | Gulfstream Park (Hallandale Beach, Florida) |                                                            |

## Abstammung
| Vater Smart Strike b. 1992       | Mr. Prospector b. 1970  | Raise A Native Fuchs 1961  | Native Dancer   |
| Vater Smart Strike b. 1992       | Mr. Prospector b. 1970  | Raise A Native Fuchs 1961  | Raise You       |
| Vater Smart Strike b. 1992       | Mr. Prospector b. 1970  | Gold Digger b. 1962        | Nashua          |
| Vater Smart Strike b. 1992       | Mr. Prospector b. 1970  | Gold Digger b. 1962        | Sequence        |
| Vater Smart Strike b. 1992       | Classy ’n Smart b. 1981 | Smarten b. 1976            | Cyane           |
| Vater Smart Strike b. 1992       | Classy ’n Smart b. 1981 | Smarten b. 1976            | Smartaire       |
| Vater Smart Strike b. 1992       | Classy ’n Smart b. 1981 | No Class b. 1974           | Nodouble        |
| Vater Smart Strike b. 1992       | Classy ’n Smart b. 1981 | No Class b. 1974           | Classy Quillo   |
| Mutter Sherriff’s Deputy b. 1994 | Deputy Minister b. 1979 | Vice Regent Fuchs 1967     | Northern Dancer |
| Mutter Sherriff’s Deputy b. 1994 | Deputy Minister b. 1979 | Vice Regent Fuchs 1967     | Victoria Regina |
| Mutter Sherriff’s Deputy b. 1994 | Deputy Minister b. 1979 | Mint Copy dbr. 1970        | Bunty’s Flight  |
| Mutter Sherriff’s Deputy b. 1994 | Deputy Minister b. 1979 | Mint Copy dbr. 1970        | Shakner         |
| Mutter Sherriff’s Deputy b. 1994 | Barbarika b. 1985       | Bates Motel b. 1979        | Sir Ivor        |
| Mutter Sherriff’s Deputy b. 1994 | Barbarika b. 1985       | Bates Motel b. 1979        | Sunday Purchase |
| Mutter Sherriff’s Deputy b. 1994 | Barbarika b. 1985       | War Exchange Schimmel 1972 | Wise Exchange   |
| Mutter Sherriff’s Deputy b. 1994 | Barbarika b. 1985       | War Exchange Schimmel 1972 | Jungle War      |

## Besitzer
Die Anwälte William Gallion und Shirley Cunningham Jr. aus Kentucky kauften Curlin als Jährling über ihren Midnight Cry Stable für 57 000 $. Im Februar 2007 verkauften sie die Mehrheitsbeteiligung (80 %) an dem Pferd für 3,5 Mio. $, behielten aber eine Beteiligung von 20 %.
Im August 2007 (nach Curlins Preakness-Sieg 2007) mussten Gallion und Cunningham ins Gefängnis in Boone County, Kentucky und auf ein Bundesverfahren wegen Betrug warten. Sie hatten in einer Sammelklage für 418 Geschädigte gegen den Hersteller des Diätmedikaments Fen-Phen eine 200-Millionen-Dollar-Vereinbarung erstritten, jedoch 90 Millionen US-Dollar veruntreut. 2009 wurden sie zu 25 bzw. 20 Jahren Gefängnis verurteilt.
Am 1. November 2007 entschied ein Gericht, dass die 20 %-Beteiligung an dem Hengstfohlen im Besitz von Gallion und Cunningham Jr. als Entschädigung an die Geschädigten der Sammelklage übergehen.

## Nachkommen
Curlin deckte 131 Stuten in der Decksaison 2009. Am 8. Juni 2013 gewann Palace Malice, ein Sohn Curlins, die Belmont Stakes.